# Brás Pires
Brás Pires este un oraș în unitatea federativă Minas Gerais (MG), Brazilia.